# Cuestión de las escuelas de Manitoba

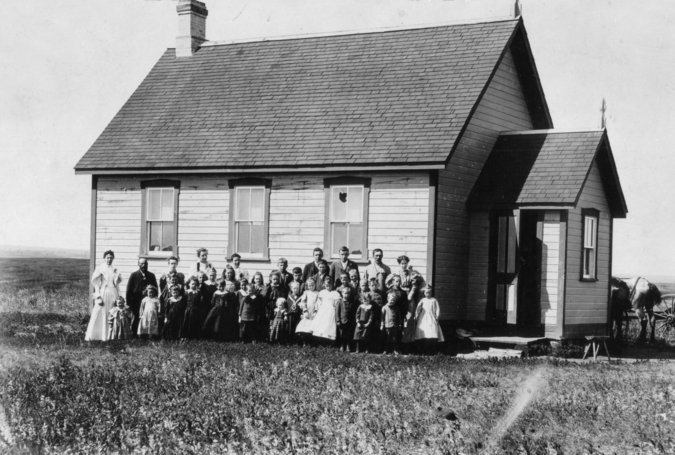
La escuela de Wood Lake, 1896

La cuestión de las escuelas de Manitoba (en francés: La question des écoles du Manitoba) fue una crisis política en la provincia canadiense de Manitoba que ocurrió a fines del siglo XIX, atacando escuelas separadas financiadas con fondos públicos para católicos y protestantes. La crisis fue precipitada por una serie de leyes provinciales aprobadas entre 1890 y 1896, y otra aprobada en 1916.
La crisis acabó por extenderse a escala nacional, convirtiéndose en uno de los temas clave de las elecciones federales de 1896 y provocando la derrota del gobierno conservador, que había estado en el poder durante la mayor parte de los treinta años anteriores. 
Debido al estrecho vínculo que existía en aquella época entre religión y lengua, la Cuestión de las Escuelas planteó la cuestión más profunda de si el francés sobreviviría como lengua o como cultura en el oeste de Canadá. El resultado de la crisis fue que, en 1916, el inglés quedó como única lengua oficial en uso en la provincia hasta 1985. Como el francés dejó de ser lengua oficial, su uso disminuyó enormemente. Además, la Cuestión de las Escuelas, junto con la ejecución de Louis Riel en 1885, fue uno de los incidentes que propiciaron el fortalecimiento del nacionalismo francocanadiense en Quebec.